# Richard Belluzzo
Richard Belluzzo, noto anche come Rick Belluzzo (San Francisco, 26 novembre 1953), è un imprenditore statunitense e cavaliere della Repubblica Italiana.
Nel corso della sua carriera ha raggiunto il vertice di alcune tra le società che hanno fatto la storia dell’innovazione tecnologica, come Hewlett-Packard (HP), Silicon Graphics (SGI) e Microsoft (MS). Oggi è partner in Innogest Capital, società specializzata negli investimenti in venture capital e capitale di crescita.
Richard Belluzzo è nato a San Francisco il 26 novembre 1953, figlio di un immigrato italiano arrivato negli Stati Uniti come prigioniero di guerra nel 1944. Si è laureato in contabilità alla Golden Gate University.
Ha cominciato a lavorare in HP nel 1975 come analista finanziario per poi crescere rapidamente all’interno dell’azienda, finendo per guidare prima la divisione stampanti verso la leadership di mercato e infine l’intero settore computer come direttore generale e vicepresidente esecutivo dell’intero gruppo. Negli anni ’90, in qualità di Executive Vice President ha supervisionato le divisioni consumer di Hewlett Packard, che costituivano circa il 80% del fatturato della società.
Nel gennaio del 1998, Belluzzo lascia HP per diventare Presidente del consiglio di amministrazione e amministratore delegato di Silicon Graphics (SGI), gestendo la transizione della società specializzata nello sviluppo di terminali grafici dalle soluzioni proprietarie agli standard di settore, riportandola in utile.
Nell’agosto del 1999, Belluzzo entra in Microsoft come responsabile della divisione MSN, per poi assumere la guida dell’intero settore consumer. A lui si deve, tra l’altro, il lancio di Xbox. Nel febbraio del 2001 Belluzzo è diventato President e Chief Operating Officer di Microsoft, accompagnando la società nella transizione dalla guida di Bill Gates a quella di Steve Ballmer.
Nel settembre del 2002 viene nominato amministratore delegato di Quantum Corp. e gestisce con successo la ristrutturazione della società da produttore di unità a nastro a leader nei sistemi di archiviazione e back-up.
È stato per vari anni nel board di JDSU come presidente. Nell’agosto del 2015 viene nominato amministratore delegato ad interim di JDSU, dove ha il compito di completare la divisione della società in due società indipendenti, Viavi Solutions (di cui diventa il primo amministratore delegato) e Lumentum Holdings.
Dopo aver lasciato il suo ruolo in Quantum, Belluzzo ha cominciato a lavorare in veste di investitore, membro del board e mentore per startup italiane sia negli Stati Uniti che in Italia. Nel 2015 inizia a collaborare come venture partner con Innogest Capital, per assumere nel 2017 un ruolo pienamente operativo come partner della società di gestione.